# Dudleya candelabrum
Dudleya candelabrum är en fetbladsväxtart som beskrevs av Joseph Nelson Rose, Nathaniel Lord Britton och Rose. Dudleya candelabrum ingår i släktet Dudleya och familjen fetbladsväxter. Inga underarter finns listade i Catalogue of Life.

## Bildgalleri

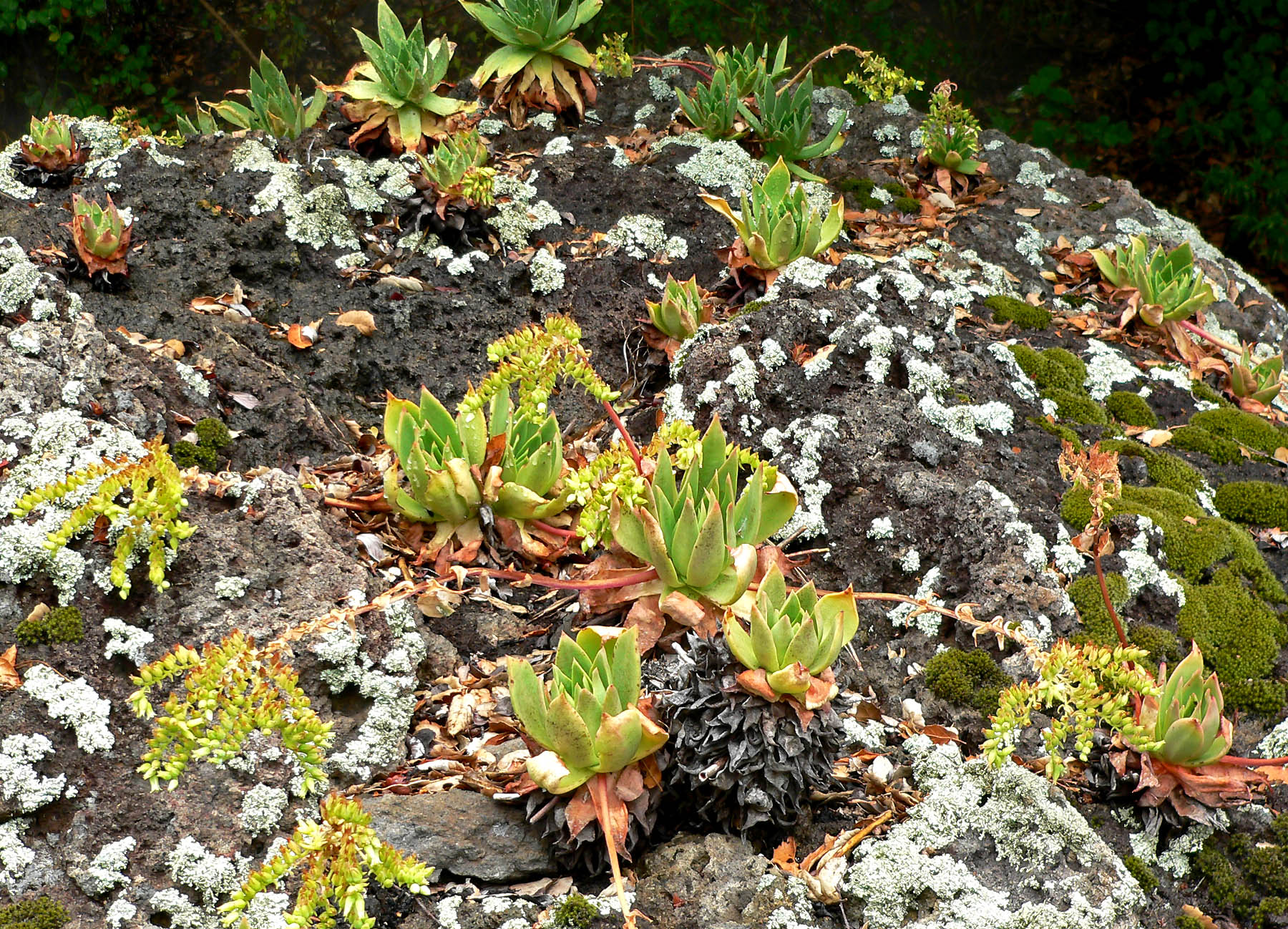
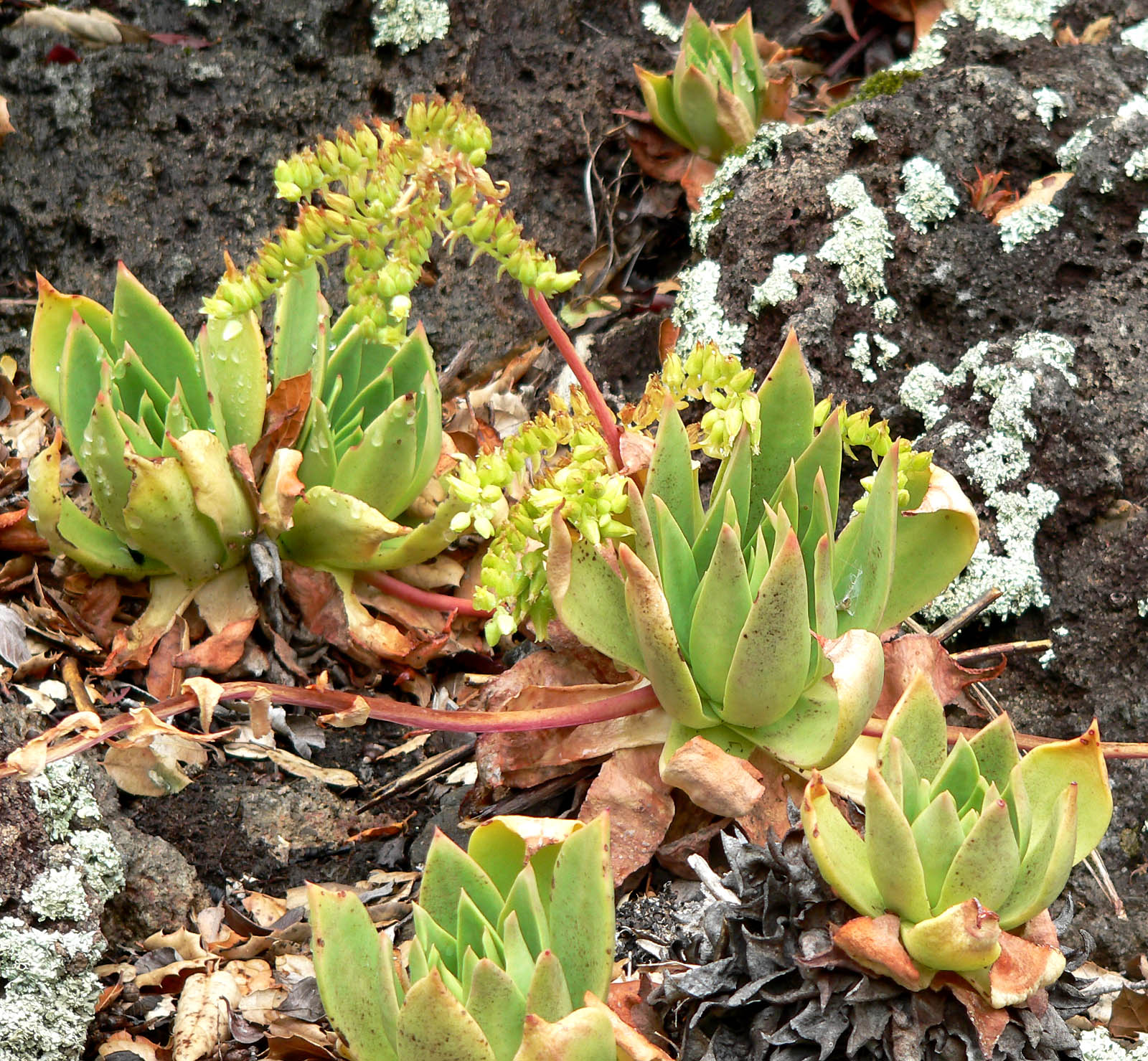
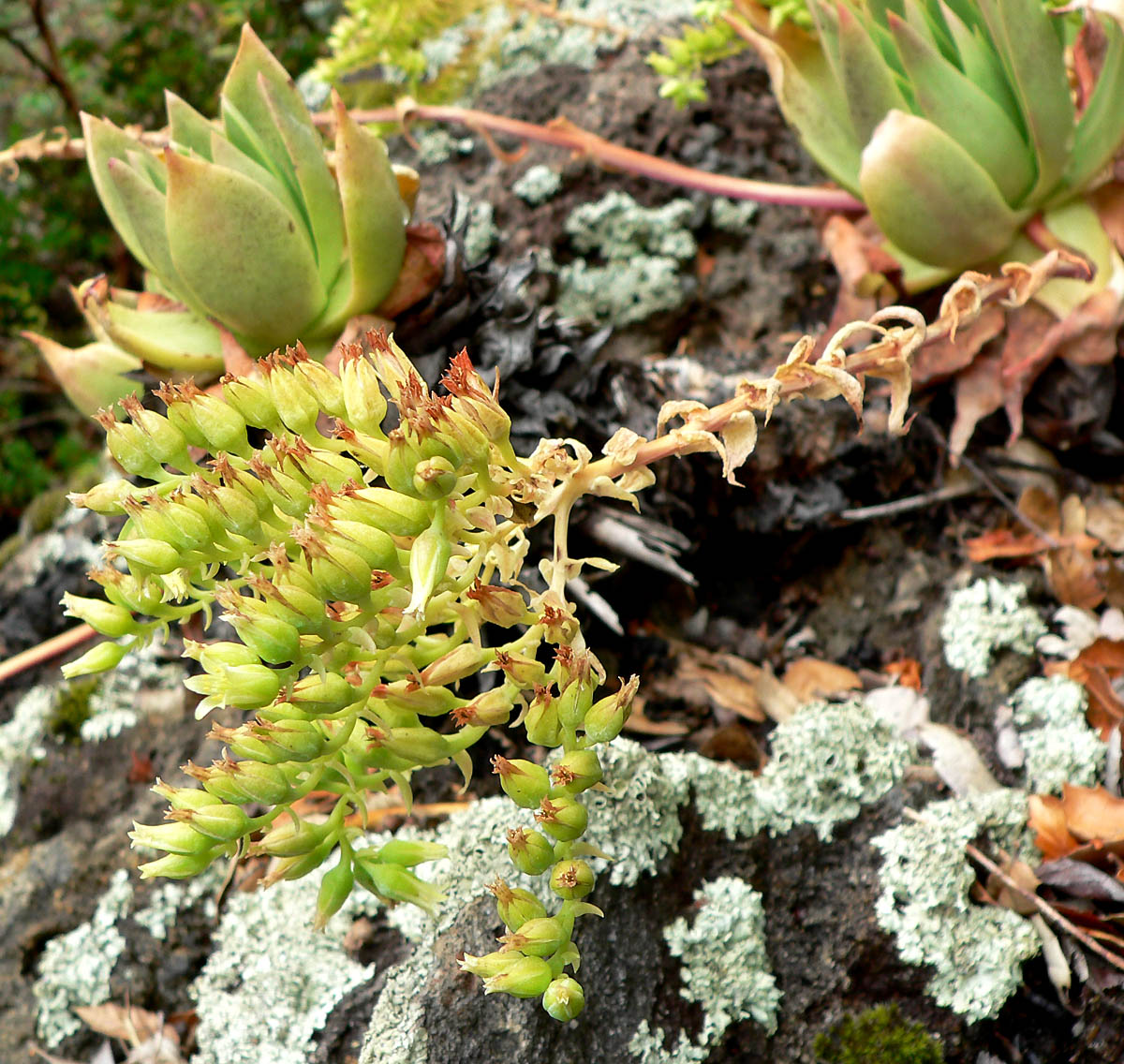
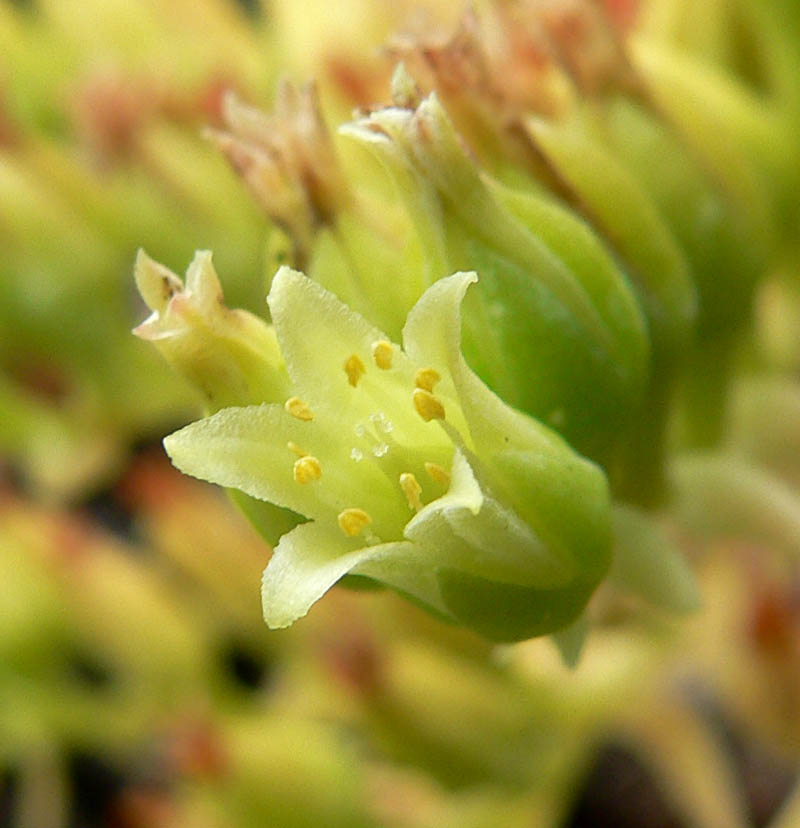